# Ole Budtz
Ole Budtz (født 20. april 1979) er en tidligere dansk fodboldspiller. Han er en 196 cm høj midterforsvar, der startede karrieren som angriber. Ole Budtz er tvillingebror til Jan Budtz, der er målmand og har spillet i Doncaster Rovers i England.
Ole Budtz startede karrieren i RB 1906. Han blev imidlertid solgt til Cercle Brügge, hvor han som angriber scorede 13 mål i 30 kampe. Herfra kom han til Kickers Offenbach i 2. Bundesliga (den næstbedste tyske række). Det var i Offenbach, at han pga. skader i truppen blev omskolet til forsvarsspiller. I 2006 var han til prøvetræning i Glasgow Rangers i Skotland, men fik kontrakt med superligaklubben AGF fra 2006 indtil sommeren 2009.
Ole Budtz blev kåret som årets spiller sæson 06/07 af trænerstaben i AGF. Samtidig blev han usædvanlig populær blandt holdets fans og udviklede sig til en rigtig publikumsfavorit.
Den 23. juni 2008 brækkede Ole Budtz venstre ben, ved den første træning efter sommerferien, i et hændeligt uheld med talentet Niels Kristensen.
Den 19. april 2009 blev han imidlertid brugt som angriber, da AGF med 15-16 skader i truppen ingen angribere havde til rådighed. Det endte med en 1-0 sejr over FC København på et mål i 87. minut af Ole Budtz.
Budtz skiftede i sommeren 2009 til norske Notodden, men opholdet blev aldrig den store succes, så efter et halvt år vendte han hjem til Århus for at spille for 1. divisions holdet Brabrand IF, Samarbejdet ophørte, da det ikke lykkedes klubben at undgå nedrykning. I 2010/2011 spillede han for FC Fyn, som ligeledes rykkede ud af 1. division. 23. juni 2011 underskrev han en 2 – årig kontrakt med FC Roskilde, der spillede i 1. division. Klubben rykkede imidlertid ned i sommeren 2012, og ved årsskiftet 2012/13 blev Budtz fritstillet, hvorefter han skiftede til FC Lejre.
Den 14. august 2014 meddelte FC Lejre på sin hjemmeside, at Budtz ville lægge støvlerne på hylden.